# Høgekøbing
Høgekøbing (oprindeligt Høghækøping, som på 1200-tals-dansk betød "Højekøbing") var i Middelalderen en sjællandsk købstad, hvis beliggenhed i dag er ukendt.

## Historiske kilder
Byen nævnes først i Lejrekrøniken, der beretter, at Kong Roar valgte at flytte byens indbyggere til det sted, hvor han grundlagde Roskilde. Dette skulle angiveligt være årsagen til, at Roskildes byvåben forestiller en fugl, der er blevet tolket som en en høg. Sagnet modbevises af Kong Valdemars Jordebog, der i en optegnelse over købstæder nævner Roskilde som købstad på lige fod med Høgekøbing (hvorimod Nykøbing Sjælland og Stubbekøbing mangler). Desuden svarer bogens stavemåde Hoghakiøping (også normaliseret som Høghækøping) til et nudansk "Højekøbing", ikke til den konstruerede form "Høgekøbing", der ville have forudsat 1200-tals-formen *Høkækøping. Det er således ifølge jordebogen ikke ordet "høg" (høk), men ordet "høj" (høgh), der indgår i navnet.
Rydårbogen fra Ryd Kloster omtaler også købstaden, men giver ikke yderligere oplysninger.[kilde mangler] Det antages, at byen har fået købstadsprivilegier omkring 1240. Ved Københavns brand 1728 menes uvurderlige kilder til Høgekøbings beliggenhed og historie at være gået tabt.

## Mulig placering
Flere steder på Sjælland nævnes som mulige placeringer, mest velargumenteret er A.D. Jørgensen og Gudmund Schüttes forslag om Højbjerg i Bidstrup-skovene (Valsølille Sogn). Andre nævnte, og sprogligt plausible, placeringer er Højby i Odsherred (hvorfra købstaden kan være flyttet til Nykøbing) og Højby i Rorup Sogn ved Lejre.